# Lostwithiel
Lostwithiel (Lostwydhyel en cornique) est une petite ville et une paroisse civile des Cornouailles, en Angleterre. Elle est située sur la côte sud du comté, à l'embouchure de la Fowey. Au moment du recensement de 2001, elle comptait 2 739 habitants.
Durant la Première Révolution anglaise, la bataille de Lostwithiel (en) (1644) est la dernière grande victoire des royalistes.

## Personnalités liées à la ville
- Andy Mackay (1946-), multi-instrumentiste britannique, plus connu en tant que membre fondateur (hautbois et saxophone) du groupe art rock Roxy Music, y est né.

## Jumelage
- Pleyber-Christ (France) depuis 1979[1]

## Lieux et monuments
- Shell-Keep de Restormel Castle[2].

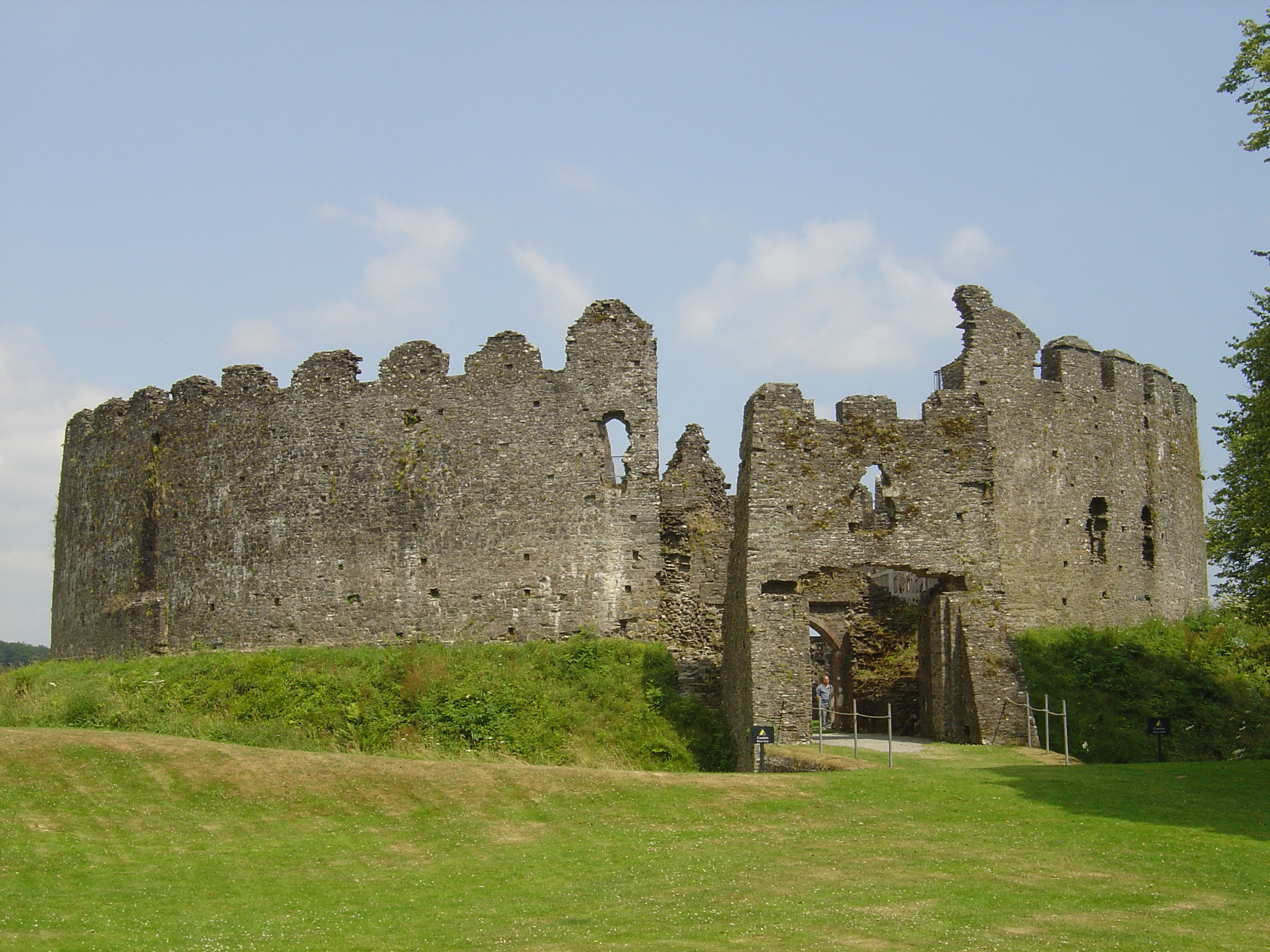
Shell-Keep de Restormel Castle.
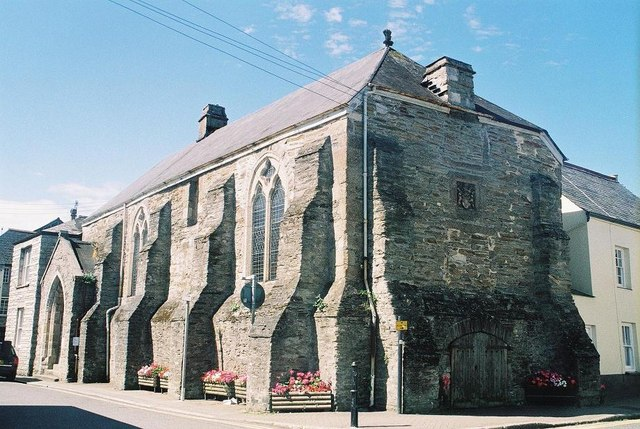
L'ancien palais de duché.
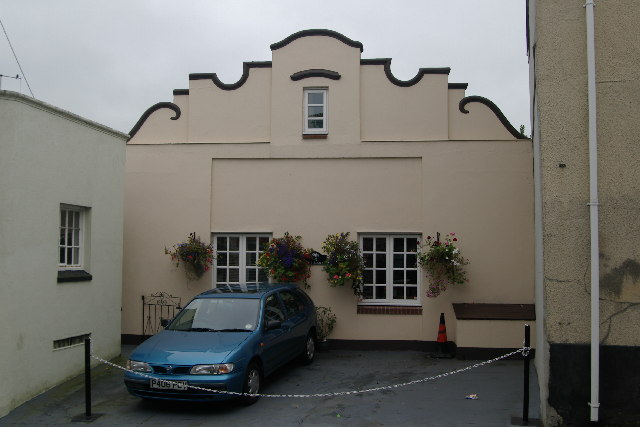
L'ancienne caserne de pompiers.
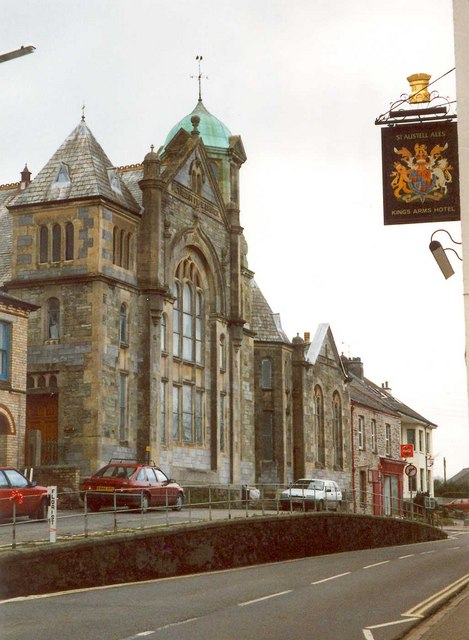
L'église méthodiste de Queen Street.